# Berlingske Media

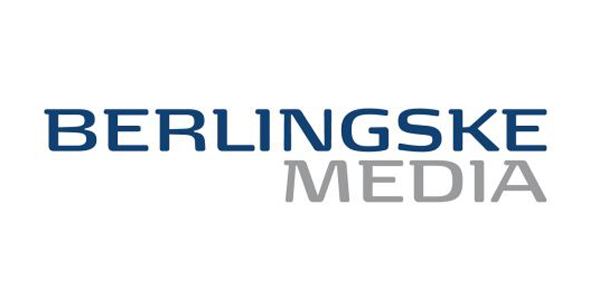
Logo von Berlingske Media

Berlingske Media (bis Juni 2008 Det Berlingske Officin) ist ein dänisches Medienunternehmen mit Sitz im Zentrum von Kopenhagen. Der nach eigenen Angaben größten Verlagsgruppe für die Verbreitung von Nachrichten in Dänemark gehört eine Vielzahl von Zeitungen, Lokalradiosendern und Websites an. Rund 1100 der 2367 Arbeitsplätze sind in der dänischen Hauptstadt angesiedelt. Flaggschiff des Unternehmens ist die älteste heute noch erscheinende Tageszeitung Dänemarks, die Berlingske von 1749, die zugleich zu den drei größten seriösen Zeitungen des Landes gezählt wird.
Als Muttergesellschaft für die Tageszeitung Berlingske Tidende (heute Berlingske) wurde Det Berlingske Officin 1950 gegründet. Bis 2000 war ein Großteil der Aktien in der Hand der dänischen Konzerne A.P. Møller-Mærsk, Carlsberg und Danske Bank, bis das norwegische Medienunternehmen Orkla Media (heute Edda Media) seinen Aktienanteil auf 87 % erhöhte. 2006 verkaufte die Orkla Media ihre Aktien an die britische Mediengruppe Mecom Group. Chief Executive Officer ist seit 2007 Lisbeth Knudsen, die zugleich Chefredakteurin bei der Berlingske ist. 2008 wurde der Konzern in seinen heutigen Namen umbenannt. Zeitgleich zogen 1100 Mitarbeiter in das umgebaute und neurenovierte Gebäude in der Pilestræde ein, dem Stammsitz der Zeitung Berlingske.
Zum 30. Juni 2014 übernahm das belgische Medienunternehmen De Persgroep die Mecom Group und damit auch Berlingske Media.

## Medien
Zu der Verlagsgruppe, die mehr als 200 Medien ihr Eigen nennt, gehören unter anderem elf landesweite und regionale Tageszeitungen, 47 lokale und eine landesweite Wochenzeitung, eine Gratiszeitung, über 60 Websites und Wepportale sowie eine landesweite Wochenzeitschrift. Zu den größten Zeitungen zählen:
- Århus Stiftstidende
- Berlingske
- Berlingske Nyhedsmagasin
- B.T.
- Dagbladet Holstebro
- Dagbladet Ringkjøbing-Skjern
- Dagbladet Struer
- ErhvervsBladet
- Folkebladet Lemvig
- JydskeVestkysten
- Randers Amtsavis
- Urban
- Viborg Stifts Folkeblad
- Weekendavisen